# خليل الصالح
خليل الصالح (20 أبريل 1958 - )؛ نائب سابق في مجلس الأمة الكويتي.

## سيرته
حاصل على دبلوم الطيران المدني، وعمل مدرب طيران وشغل منصب رئيس قسم الاسطول الأميري، كما حاز على عضوية جمعية الطيارين ومهندسي الطيران الكويتية، ونقابة العاملين في الخطوط الجوية الكويتية، وكذلك عضوية مجلس الامة الكويتي ديسمبر 2012 المُبطل بحكم المحكمة الدستورية وعضوية مجلس الامة في عامي 2013 و2016.

## أبرز مواقفه في مجلس الأمة
| استجواب الوزيرة هند الصبيح (يناير 2018)                  | ضد الاستجواب |
| استجواب الوزير بخيت الرشيدي (2018)                       | ضد الاستجواب |
| استجواب الوزيرة هند الصبيح (مايو 2018)                   | مع الاستجواب |
| استجواب الوزير خالد الروضان (2019)                       | ضد الاستجواب |
| استجواب الوزير محمد الجبري (2019)                        | ضد الاستجواب |
| استجواب الوزير نايف الحجرف (2019)                        | ضد الاستجواب |
| استجواب الوزير براك الشيتان (2020)                       | مع الاستجواب |
| استجواب الوزير أنس الصالح (أغسطس 2020)                   | ضد الاستجواب |
| استجواب الوزير سعود هلال الحربي (أغسطس 2020)             | غير موجود    |
| استجواب الوزير سعود هلال الحربي (سبتمبر 2020)            | غير موجود    |
| استجواب الوزير أنس الصالح (سبتمبر 2020)                  | ضد الاستجواب |
| تصويت فتح باب ما يستجد من أعمال (تعديل النظام الانتخابي) | غير موافق    |

### مجلس الأمة 2020
أصدر مركز اتجاهات للدراسات والبحوث تقريرًا عن أداء خليل الصالح في مجلس الأمة 2020، لم يستخدم أداة الاستجواب بتاتًا، ووصفه المركز مواقفه بأنهُ مؤيدًا لقرارات الحكومة ورئيس المجلس.
| استجواب الوزير حمد جابر العلي الصباح                    | ضد الاستجواب |
| استجواب الوزير أحمد ناصر المحمد الصباح                  | ضد الاستجواب |
| استجواب الوزير علي حسين الموسى                          | ضد الاستجواب |
| رفع الحصانة عن النائب شعيب المويزري في شكوى رئيس المجلس | موافق        |
| رفع الحصانة عن النائب محمد المطير                       | موافق        |
| رفع الحصانة عن النائب ثامر السويط                       | موافق        |
| رفع الحصانة عن النائب خالد مؤنس العتيبي                 | موافق        |